# Гармоніни
Гармоніни (пол. Harmoniny) — село в Польщі, у гміні Новий Корчин Буського повіту Свентокшиського воєводства.
Населення — 58 осіб (2011).
У 1975-1998 роках село належало до Келецького воєводства.

## Демографія
Демографічна структура на день 31 березня 2011 року:
|          | Загалом | Допрацездатний вік | Працездатний вік | Постпрацездатний вік |
| -------- | ------- | ------------------ | ---------------- | -------------------- |
| Чоловіки | 28      | 2                  | 21               | 5                    |
| Жінки    | 30      | 7                  | 12               | 11                   |
| Разом    | 58      | 9                  | 33               | 16                   |